# Maxident
Maxident – siódmy minialbum południowokoreańskiej grupy Stray Kids, wydany 7 października 2022 roku przez JYP Entertainment i Republic Records. Płytę promował singel „Case 143”. 

## Lista utworów
| CD | CD                                               | CD                                                  | CD                                                                                 | CD                                 | CD      |
| Nr | Tytuł utworu                                     | Tekst                                               | Kompozycja                                                                         | Aranżacja                          | Długość |
| -- | ------------------------------------------------ | --------------------------------------------------- | ---------------------------------------------------------------------------------- | ---------------------------------- | ------- |
| 1. | „Case 143”                                       | Bang Chan (3Racha), Changbin (3Racha), Han (3Racha) | Bang Chan, Changbin, Han, Raphael (Producing Lab), Daviid (3scape), Yosia (3scape) | Raphael, Daviid, Yosia, Bang Chan  | 3:12    |
| 2. | „"Chill" (식혀)”                                 | Han                                                 | Han, Bang Chan                                                                     | Versachoi, Bang Chan               | 3:15    |
| 3. | „"Give Me Your TMI"”                             | Bang Chan, Changbin, Han                            | Bang Chan, Changbin, Han, Tak (Newtype), 1Take (Newtype)                           | Tak, 1Take                         | 3:18    |
| 4. | „"Super Board"”                                  | Bang Chan, Changbin, Han                            | Bang Chan, Changbin, Han, Kim Park Chella                                          | Kim Park Chella, Bang Chan         | 3:06    |
| 5. | „"3Racha" (Bang Chan, Changbin, Han)”            | Bang Chan, Changbin, Han                            | Bang Chan, Changbin, Han                                                           | Bang Chan, Versachoi               | 3:29    |
| 6. | „"Taste" (Lee Know, Hyunjin, Felix)”             | Hyunjin, Felix , Lee Know                           | Hyunjin, Felix, Lee Know, Bang Chan                                                | Bang Chan, Versachoi               | 3:36    |
| 7. | „"Can't Stop" (나 너 좋아하나봐; Seungmin, I.N)” | Seungmin, I.N, Hong Ji-sang                         | Seungmin, I.N, Hong Ji-sang                                                        | Hong Ji-sang                       | 3:30    |
| 8. | „"Circus" (Korean version)”                      | Bang Chan, Changbin, Han                            | Bang Chan, Changbin, Han, Earattack, Chan's, Darm                                  | Bang Chan, Earattack, Chan's, Darm | 3:14    |

## Notowania
| Lista                                       | Pozycja |
| ------------------------------------------- | ------- |
| South Korean Albums (Circle)                | 1       |
| Australian Albums (ARIA)                    | 4       |
| Austrian Albums (Ö3 Austria Top 40)         | 27      |
| Belgian Albums (Ultratop Flanders)          | 5       |
| Belgian Albums (Ultratop Wallonia)          | 5       |
| Canadian Albums (Billboard)                 | 18      |
| Croatian International Albums (HDU)         | 8       |
| Danish Albums (Hitlisten)                   | 3       |
| Dutch Albums (Album Top 100)                | 12      |
| Finnish Albums (Suomen virallinen lista)    | 6       |
| French Albums (SNEP)                        | 99      |
| German Albums (Offizielle Top 100)          | 73      |
| Hungarian Albums (MAHASZ)                   | 4       |
| Japanese Albums (Oricon)                    | 3       |
| Japanese Combined Albums (Oricon)           | 3       |
| Japanese Hot Albums (Billboard Japan)       | 10      |
| Lithuanian Albums (AGATA)                   | 8       |
| New Zealand Albums (RMNZ)                   | 9       |
| Polish Albums (ZPAV)                        | 1       |
| Spanish Albums (PROMUSICAE)                 | 50      |
| Swedish Physical Albums (Sverigetopplistan) | 5       |
| Swiss Albums (Schweizer Hitparade)          | 9       |
| UK Albums (OCC)                             | 85      |
| UK Independent Albums (OCC)                 | 43      |
| Billboard 200                               | 1       |
| World Albums (Billboard)                    | 1       |

## Nagrody w programach muzycznych
| Program               | Data                 | Źródło |
| --------------------- | -------------------- | ------ |
| Show Champion (MBC M) | 12 października 2022 | [ 17 ] |
| Show Champion (MBC M) | 19 października 2022 | [ 18 ] |
| M Countdown (Mnet)    | 13 października 2022 | [ 19 ] |
| M Countdown (Mnet)    | 20 października 2022 | [ 20 ] |
| Music Bank (KBS2)     | 14 października 2022 | [ 21 ] |
| Music Bank (KBS2)     | 21 października 2022 | [ 22 ] |

## Sprzedaż
| Kraj             | Sprzedaż   | Certyfikat |
| ---------------- | ---------- | ---------- |
| Korea Południowa | 3 176 233+ | 3x Million |
| Japonia          | 81 359+    |            |
| USA              | 177 000+   |            |